# Comuna francesa
Una comuna es, según la ley del 2 de marzo de 1982, una colectividad territorial de Francia. Sus órganos son el Consejo municipal la mairie (ayuntamiento) y en el caso de que no puedan ejercer su poder uno o más adjuntos. La palabra francesa commune surgió en el siglo XII, del vocablo perteneciente al latín medieval communia, cuyo significado es pequeño conjunto de gente compartiendo una vida común, del latín communis, cosas en común.
El número de habitantes en una comuna puede variar, por ejemplo puede ser desde una ciudad de dos millones de habitantes como París hasta una pequeña aldea de 10 u 11 personas.

## Características generales

### Número de comunas
El número de comunas en Francia fluctúa; el primero de enero de 2015, existían 36 658 comunas en Francia, 36 529 de ellas en la Francia metropolitana y 129 en ultramar. Sin embargo el número más reciente de comunas, consensado el primero de enero de 2021, era de 34 965 de las cuales 34 836 pertenecían a Francia metropolitana y 129 a los departamentos de ultramar. Esto es considerablemente más que en cualquier otro país europeo. Esta peculiaridad está explayada con más detalle en la sección de historia más adelante. 
A diferencia de otros países como Estados Unidos, la totalidad del territorio de la República de Francia, fuera de unas pequeñas posesiones de ultramar, está dividido en comunas. En el territorio de la República Francesa no hay ningún lugar que sea directamente gobernada por un condado o alguna autoridad mayor. (Esto es similar a la situación en Nueva Inglaterra, región de Estados Unidos.) Cualquier lugar de la República Francesa es parte de una comuna, tanto en el territorio metropolitano como en el de ultramar (incluidas montañas deshabitadas o las selvas), con estas únicas excepciones:
| a 1 de enero de 2015 | en Francia metropolitana | en Francia metropolitana | en los departamentos de ultramar | en los departamentos de ultramar | en total |
| -------------------- | ------------------------ | ------------------------ | -------------------------------- | -------------------------------- | -------- |
| 1999                 | 36 565                   | -                        | 114                              | -                                | 36 679   |
| 2000                 | 36 566                   | +1                       | 114                              | =                                | 36 680   |
| 2001                 | 36 563                   | -3                       | 114                              | =                                | 36 677   |
| 2002                 | 36 565                   | +2                       | 114                              | =                                | 36 679   |
| 2003                 | 36 564                   | -1                       | 114                              | =                                | 36 678   |
| 2004                 | 36 568                   | +4                       | 114                              | =                                | 36 682   |
| 2005                 | 36 570                   | +2                       | 114                              | =                                | 36 684   |
| 2006                 | 36 571                   | +1                       | 114                              | =                                | 36 685   |
| 2007                 | 36 569                   | -2                       | 112                              | -2                               | 36 681   |
| 2008                 | 36 569                   | =                        | 112                              | =                                | 36 681   |
| 2009                 | 36 570                   | +1                       | 112                              | =                                | 36 682   |
| 2010                 | 36 570                   | =                        | 112                              | =                                | 36 682   |
| 2011                 | 36 568                   | -2                       | 112                              | =                                | 36 680   |
| 2012                 | 36 571                   | +5 -2 = +3               | 129                              | +17                              | 36 700   |
| 2013                 | 36 552                   | +8 -27 = -19             | 129                              | =                                | 36 681   |
| 2014                 | 36 552                   | =                        | 129                              | =                                | 36 681   |
| 2015                 | 36 529                   | +12-35 = -23             | 129                              | =                                | 36 658   |
| 2021                 | 34 836                   | -1693                    | 129                              | =                                | 34 965   |

- COM (collectivité d'outre-mer, en español colectividad de ultramar) de Saint-Martín (33 102 habitantes). Esto fue anteriormente una comuna dentro de la región de Guadalupe. La estructura de comuna fue abolida cuando Saint-Martín se convirtió en una Colectividad de Ultramar el 22 de febrero de 2007. Ahora es uno de los tres territorios permanentemente habitados de la República de Francia sin estructura de comuna.
- COM de Wallis y Futuna (14 944 habitantes), este es otro de los tres territorios permanentemente habitados de la República de Francia sin estructura de comuna.
- COM de San Bartolomé (6852 habitantes). Esta había sido previamente una comuna dentro de la región de Guadalupe. La estructura de comuna fue abolida cuando San Bartolomé se convirtió en una Colectividad de Ultramar el 22 de febrero de 2007. Ahora es una de los tres territorios permanentemente habitados de la República de Francia sin estructura de comuna.
- TOM (territoire d'outre-mer, en español territorio de ultramar) de las Tierras Australes y Antárticas Francesas (sin población permanente, alrededor de 200 residentes científicos, marineros y meteorólogos).
- Isla Clipperton en el océano Pacífico (deshabitada).

### Superficie cubierta de una comuna típica
En Francia Metropolitana, el área promedio de una comuna en 2004 era 14,88 km². El área mediana de las comunas de Francia Metropolitana (según el censo de 1999) es aún más pequeña, 10,73 km². El área mediana es la medida más aproximada al área de una comuna francesa.
Esta área mediana es más pequeña que en la mayoría de los países europeos, como Italia dónde el área mediana de las comunas (comuni) es 22 km², Bélgica donde esta es 40 km², España donde es 35 km², o Alemania donde la mayoría de los Länder tienen comunas (Gemeinden) con un área mediana superior a los 15 km²).
Este pequeño tamaño de las comunas francesas es debido a la cantidad extremadamente enorme de comunas, mencionada anteriormente, en un territorio mediano como lo es el de Francia. En 2000, Suiza y los Länder de Renania-Palatinado, Schleswig-Holstein, y Turingia en Alemania eran los únicos sitios de Europa donde las comunas tenían un área mediana más pequeña que en Francia.
Las comunas de los departamentos de ultramar de Francia, como Reunión y Guayana Francesa son grandes para los estándares franceses, más grandes que las comunas metropolitanas. Las comunas de ultramar suelen agrupar en una misma comuna importantes aldeas o ciudades, a menudo considerables distancias entre ellas. En Reunión con la expansión demográfica y la extensa urbanización, hubo una división administrativa de algunas comunas.

### Población de una comuna típica
La población media de las comunas de Francia Metropolitana según el censo de 1999 era de 380 habitantes. Nuevamente es un número muy pequeño, y en esto Francia se diferencia del resto de Europa, con el número más bajo de población media de comunas de todos los países europeos (comunas en Suiza o Rheinland-Pfalz, tienen una superficie más pequeña, como mencionamos arriba, pero son más poblados). Esta baja población media en las comunas francesas puede ser comparada con las de Italia donde la población media de las comunas en 2001 era 2343 habitantes, Bélgica donde era 11 265 habitantes o aún España donde era de 564 habitantes.
La población media recién mencionada no debería opacar el hecho de que las diferencias en tamaño son extremas entre las comunas francesas. Como se mencionaba en la introducción, una comuna puede ser una ciudad de 2 000 000 de habitantes como París, o una ciudad de 10 000 habitantes, o solo una aldea de 10 habitantes. Lo que nos dice la población media es que la enorme mayoría de las comunas francesas solo tienen un par de cientos de habitantes; aunque también existan un pequeño número de comunas altamente pobladas.
En Francia Metropolitana, hay 20 982 comunas con menos de 500 habitantes, lo cual es el 57% del número total de comunas. En esas 20 982 comunas viven solo 4 638 000 habitantes, o 8% de la población total de Francia Metropolitana. En otras palabras, solo el 8% de la población francesa vive en un 57% de las comunas, mientras que el 92% de población restante se concentra solo en un 43% de las comunas.

### Estados de las comunas
A pesar de las enormes diferencias en población, cada una de las comunas de la República Francesa posee un alcalde (maire) y un consejo municipal (conseil municipal) que manejan la comuna desde la mairie (municipalidad), con exactamente el mismo poder, sin importar el tamaño de la comuna (con la ciudad de París como única excepción, donde la policía de la ciudad está en manos del estado central, no en manos del alcalde de París). Esta uniformidad de poder es un claro legado de la Revolución francesa, la cual quiso acabar con la idiosincrasia local y las tremendas diferencias de clase que existían en el Reino de Francia. 
Sin embargo, el tamaño de una comuna importa en dos aspectos: la Ley Francesa determina el tamaño del concejo municipal acorde a la población de la comuna; y el tamaño de la población determina qué proceso de votación es usada para la elección del concejo municipal. 
Institucional desde la llamada ley PML (Loi relative à l'organisation administrative de Paris, Marseille, Lyon) de 1982, tres comunas francesas también tienen la particularidad de estar divididas en arrondissements municipal (Distrito Municipal): estas son París, Marsella, y Lyon. El Distrito Municipal es la única unidad de administración por debajo de la comuna en la República de Francia, pero existe solo en esas tres comunas. Estos distritos municipales no deben ser confundidos con los distritos franceses que son subdivisiones de los departamentos franceses.
En las comunas francesas han tenido personalidad legal desde 1837: son consideradas entidades jurídicas, y tienen capacidades legislativas. Los distritos municipales no tienen personalidad jurídica, y no tienen presupuesto propio.
Los derechos y obligaciones de las comunas se rigen por el Code général des collectivités territoriales (CGCT) el cual reemplaza el Code des communes con el pasaje de la ley del 21 de febrero de 1996 para la legislación y decreto número 2000-318 del 7 de abril de 2000 para regulaciones.

## Historia de las comunas francesas
Las comunas francesas fueron creadas a comienzos de la Revolución francesa en 1789-1790. Antes de la Revolución francesa, no existía nada similar a las comunas que conocemos. El nivel más bajo de división administrativa era la paroisse (parroquia), y había más de 60 000 de ellas en el Reino de Francia. Una parroquia era esencialmente una iglesia, las casas alrededor de ella (y se llamaba a esto la aldea), y las tierras de cultivos rodeando la aldea. Debería recordarse que Francia fue el país más poblado de Europa hasta el siglo XIX, incluso más que Rusia, con una población de aproximadamente 25 millones de habitantes antes de la Revolución industrial (Inglaterra tenía solo 6 millones de habitantes antes de ella) —esto influye en el sorprendentemente alto número de parroquias en el Reino de Francia. Los reyes franceses a menudo se enorgullecían de dominar ellos mismos sobre «un reino de 100 000 almas». 
Sin embargo, estas parroquias carecieron de las estructuras municipales de las comunas posrevolución. Usualmente había solo un edificio de concejo (conseil de fabrique), conformado por aldeanos, los cuales se encargaban de administrar los edificios de numerosas propiedades de la iglesia —y a veces también ayudaban a los pobres, e incluso administraban hospitales y escuelas de la parroquia. El sacerdote encargado de la parroquia también fue requerido para registrar bautismos, casamientos, y entierros, desde la Ordonnance de Villers-Cotterêts de agosto de 1539 ordenada por Francisco I. Exceptuando estas tareas, se dejó que la aldea manejara otros asuntos como quisiera. Usualmente, los aldeanos se juntarían a decidir acerca de algún asunto especial concerniente a la comunidad, así como los usos de tierras de cultivos, pero no existió un cuerpo municipal permanente. En muchos lugares, el señor feudal local (seigneur) en su castillo seguía interviniendo en los asuntos de la aldea, continuaba cobrando impuestos a los aldeanos arrendatarios, determinando qué tierra de cultivo sería usada y cuándo, y qué parte de la cosecha debían entregarle.
El 14 de diciembre de 1789, pocos meses después del inicio de la Revolución francesa, la Assemblée Nationale (Asamblea Nacional) dictó una ley creando a la comuna, definiéndola como el más bajo nivel de división administrativa en Francia, dando su aprobación de este modo a las comunas independientemente creadas, pero también creando comunas la Asamblea misma. En este aspecto, así como en muchos otros, la obra de la Asamblea Nacional fue completamente revolucionaria: no solo transformaron todas las ciudades y aldeas en comunas, la Asamblea Nacional también decidió transformar todas las parroquias en comunas independientes. Los revolucionarios fueron inspirados por las ideas cartesianas así como por la filosofía de los ilustrados (les Lumières). Ellos querían terminar con todas las particularidades y establecer una sociedad perfecta, en la que todos y todo debería ser igualitario.
Por esto, ellos intentan establecer una división administrativa uniforme e igualitaria en todo el país: la totalidad de Francia estaría dividida en départements, a su vez divididos en arrondissements, a su vez divididos en cantons, a su vez dividido en comunas, sin excepción. Todas estas comunas tendrían el mismo poder, todas tendrían un alcalde (maire) encabezándolas, y un concejo municipal (conseil municipal) elegido por los habitantes de la comuna. Eso fue una verdadera revolución para miles de aldeas que nunca habían experimentado una organización municipal anteriormente. Una cámara municipal (mairie) tuvo que ser construida en cada una de esas aldeas, en las cuales se llevarían a cabo las reuniones del concejo municipal así como la administración de la comuna. Algunos en la Asamblea Nacional se opusieron a esta fragmentación de Francia en varios miles de comunas, pero finalmente Mirabeau y sus ideas de una comuna para cada parroquia prevalecieron.
El 20 de septiembre de 1792, la responsabilidad de llevar el registro de nacimientos, casamientos, y muertes fue retirado de los curas de las parroquias para convertirse en responsabilidad de los alcaldes de las comunas. Los casamientos civiles fueron establecidos y comenzaron a realizarse en el mairie con una ceremonia no muy distinta a la ceremonia religiosa tradicional, con el alcalde reemplazando al cura, y el nombre de la ley reemplazando el nombre de Dios («Au nom de la loi, je vous déclare unis par les liens du mariage». – «En el nombre de la ley, yo declaro su unión por las obligaciones del matrimonio»). Los curas fueron forzados a entregar sus registros de siglos de edad de bautismos, matrimonios, y entierros, los cuales fueron depositados en los mairies. Estos cambios abruptos enajenaron profundamente a los devotos católicos, y Francia pronto se vio sumergida en las convulsiones de una guerra civil, con las regiones fervientemente religiosas del oeste de Francia como sus protagonistas. Esto llevaría a Napoleón Bonaparte a restablecer la paz en Francia, estableciendo un nuevo sistema administrativo, y siendo aceptado por la población en general. Napoleón también abolió la elección de los concejos municipales, el cual ahora sería elegido por el prefecto, el representante local del gobierno central.

### Después de la Revolución francesa
Hoy, generalmente, las comunas francesas siguen pareciéndose muchísimo a aquellas que fueron establecidas a comienzos de la Revolución francesa. Los cambios más importantes ocurrieron en 1831, cuando el Parlamento de Francia restableció el principio de la elección de los concejos municipales, y en 1837 cuando las comunas francesas adquirieron personalidad jurídica. Los revolucionarios Jacobinos temían de los poderes locales independientes, los cuales eran vistos por ellos como conservadores y opositores a la revolución, así que ellos favorecieron al poder del Estado Central. Por lo tanto, cuando se crearon las comunas fueron privadas de personalidad jurídica (de igual modo los départements) y solo el Estado Central continuó teniendo personalidad jurídica. Para 1837 esta situación fue juzgada como poco práctica, ya que como los alcaldes y concejos municipales no podían formar parte en las cortes, cualquier acción tomaba más tiempo. Luego de este cambio, miles de aldeas que jamás habían tenido personalidad jurídica de repente se convirtieron en entidades legales por primera vez en su historia. Esto sigue siendo el caso de hoy en día. 
Durante la Revolución francesa aproximadamente 41 000 comunas fueron creadas (), en un territorio correspondiente a los límites de la Francia de hoy. Esto fue menos que las 60 000 parroquias que existían antes de la revolución (en ciudades y urbes, las parroquias fueron combinados en una sola comuna), pero 41 000 continuaba siendo un número muy grande, en ese momento sin comparación alguna en el mundo, exceptuando el Imperio de China (pero allí, solo el nivel de Condado y superiores tenían una administración permanente). 
Desde entonces, cambios tremendos fueron afectando a Francia, así como los hubo en el resto de Europa: la Revolución industrial, dos guerras mundiales, y los éxodos rurales han hecho decrecer la población rural e incrementar la de las ciudades. Las divisiones administrativas francesas, sin embargo, han permanecido extremadamente rígidas e inalterables. Hoy en día alrededor de un 90% de las comunas y departamentos son exactamente aquellas mismas que fueron designadas en los tiempos de la Revolución francesa más de 200 años atrás, con los mismos límites. Como consecuencia, las incontables comunas rurales que antes tenían muchos cientos de habitantes durante la Revolución francesa, hoy no tienen siquiera cien habitantes. Por otro lado, las ciudades han crecido tanto que las áreas urbanizadas ahora se extienden mucho más allá de los límites de las comunas en las que fueron «puestas» en los tiempos de la Revolución. El ejemplo más extremo de esto es París, donde el área urbanizada se extiende sobre 396 comunas.
París, de hecho, fue una de las escasas comunas de Francia cuyos límites fueron extendidos al tener en cuenta la expansión de su área urbanizada. La nueva, y más grande, comuna de París fue instalada bajo el permiso del Emperador Napoleón III en 1859, pero después de esto los límites de París se volvieron rígidos. A diferencia de la mayoría de los otros países europeos, que combinaron sus comunas de acuerdo con las densidades de población actuales (como lo hicieron Alemania e Italia alrededor de 1970), disminuyendo drásticamente el número de comunas; Francia solo realizó fusiones de comunas en los límites, y esta fueron realizadas mayormente  en el siglo XIX. De 41 000 comunas de los tiempos de la Revolución francesa, el número disminuyó a 37 963 en 1921 y 36 568 en 2004 (en Francia Metropolitana).
Francia es, con gran diferencia, el país con el número más grande de comunas en Europa. Por ejemplo: considerando toda Alemania (un tercio más de habitantes que Francia) solo 12 321 comunas (Gemeinden), o reuniendo toda Italia (casi tantos habitantes como Francia) solo hay 8101 comunas (comuni). En Europa, solo Suiza tiene tan alta densidad de comunas como Francia, pero en los últimos diez años se ha comenzado un extenso movimiento de «fusión» de comunas. Para entender mejor lo que significan estos números hay dos buenas comparaciones: 1- La Unión Europea (de 15 miembros hasta mayo de 2004) está compuesta por aproximadamente 75 000 comunas y la Francia Metropolitana sola cuenta con 35 568 de ellas, lo que significa que un 47,5% de las comunas de la Unión Europea se encuentra en Francia (Francia representa un 16% de toda la población de la Unión Europea). 2- Los Estados Unidos, con un territorio 14 veces mayor que el de la República de Francia, y cerca de 5 veces su población, tiene incorporadas 35 937 municipalidades según el censo del año 2002, menos que las 36 782 comunas de la República de Francia.

### Debate actual
Durante más de 30 años, ha habido llamadas en Francia para una fusión masiva de comunas, incluyendo voces distinguidas como las del presidente de Cour des Comptes. Sin embargo, los conservadores han sido muy duros, y ningún proyecto de combinación de comunas ha llegado más allá del comité del Parlamento de Francia. En 1971 la ley Marcellin ofreció apoyo y dinero del gobierno para tentar a las comunas a unirse unas a otras, pero la ley fue un completo fracaso (solo unas 1300 comunas aceptaron desaparecer y combinarse con otra comunas). 
Así, aquellos defensores de las fusiones entre comunas se quejan de que las ciudades francesas tienen un ridículo peso comparadas con sus contrapartes europeas, porque sus límites siguen siendo los de hace 200 años. Por ejemplo, la ciudad de Lyon es, geográficamente, una comuna con solo 513 275 habitantes viviendo dentro de su jurísdicción, lo cual es más bajo que muchas otras ciudades europeas, mientras que, en los hechos, el área metropolitana de Lyon tiene 1,7 millones de habitantes y es una de las mayores metrópolis de Europa, a la par con Múnich. De hecho, la población y economía del área metropolitana de Múnich es muy comparable a la de Lyon, pero la población de la ciudad (Gemeinde) de Múnich es alrededor de 1 320 000 habitantes, cerca de tres veces la de la comuna de Lyon, reflejando lo mucho más grande que es el territorio de Múnich (310 km²), 6,5 veces más grande que el territorio de la comuna de Lyon (48 km²).
Los alcaldes de las ciudades francesas a menudo se quejan de que su significancia es minusvalorada cuando ellos viajan al exterior de Francia, debido al hecho que ellos presiden un pequeño territorio en medio de enormes áreas metropolitanas. Un buen ejemplo de este fenómeno es París: a pesar de que el área metropolitana de París es una de las escasas en el mundo que tienen más de 12 millones de habitantes, la población de la ciudad de París en sí es solo 2 206 000 habitantes, menos que la población de la ciudad de Roma (2 877 000 habitantes), cuya área metropolitana de 4,3 millones de habitantes es pequeña en relación con el área metropolitana de París. 
En la otra punta de la escala, en Francia existen algunas comunas rurales que tras éxodos rurales han quedado con muy pocos habitantes, y que luchan para mantener y distribuir servicios básicos como agua corriente, recolección de residuos, o calles comunales correctamente pavimentados.
Las fusiones, sin embargo, no son fáciles de llevar a cabo. Un primer y obvio asunto es que reduce el número de cargos disponibles, y eso no siempre es bien recibido por los políticos locales. Un problema más serio es que los ciudadanos de una aldea pueden estar poco dispuestos a tener sus servicios locales en manos de un ejecutivo situado en otra aldea, que puede no ser consciente o atento a las necesidades locales.

### Intercomunalidad
La expresión «intercomunalidad» (intercommunalité) denota importantes formas de cooperación entre comunas. Tal cooperación hizo su primera aparición hacia finales del siglo XIX en la ley del 22 de marzo de 1890 la cual previó para el establecimiento de asociaciones intercomunales. Los legisladores franceses eran perfectamente conscientes del carácter inadecuado de la estructura comunal heredada de la Revolución francesa, la llamada Ley de Chevènement del 12 de julio de 1999 es la más reciente y minuciosa medida dirigida al refuerzo y simplificación de este principio.
En los últimos años, se ha hecho cada vez más común para las comunas unirse en consorcios intercomunales para la provisión de servicios tales como la gestión de residuos y abastecimiento de agua. Las comunas suburbanas a menudo se unen con sus ciudades pricipeled para formar una comunidad encargada de manejar transporte público o incluso administrar impuestos locales.
La ley Chevènement organizó todas estas prácticas, aboliendo algunas estructuras y creando otras nuevas. Además, esta ofrece financiación del gobierno central dirigida para alentar q
a más comunas a unirse en estructuras intercomunales. A diferencia de la fracasada ley Marcellin de 1971, la Ley Chevènement fue exitosa, y ahora la mayoría de las comunas francesas están envueltas en estructuras intercomunales.
Hay dos tipos de estructuras intercomunales:
- Estructuras sin poder fiscal. Esta es la forma más débil de intercomunalidad. En esta categoría se encuentran principalmente los tradicionales sindicatos de comunas. Las comunas se reúnen y contribuyen financieramente con el sindicato, pero el sindicato no puede imponer sus propios impuestos. Las comunas pueden dejar el sindicato en cualquier momento. Los sindicatos pueden ser creados por un propósito en particular o tratar con varios asuntos importantes. Estas estructuras sin poder fiscal han sido dejadas intactas por la Ley Chevènement, y su tendencia es a disminuir o desaparecer.
- Estructuras con poder fiscal. Esto es a lo que concierne la Ley Chevènement. La ley distingue entre tres estructuras con poder fiscal: La communauté de communes (en español: Comunidad de Comunas), dirigida principalmente a las comunas rurales; la communauté d'agglomération (en español: Comunidad de Aglomeración), dirigido a las pequeñas, medianas ciudades y sus suburbios; y la communauté urbaine (en español: Comunidad Urbana), dirigida a las grandes ciudades y sus suburbios.

Estas tres estructuras tienen distintos poderes fiscales, con la Comunidad de Aglomeración y la Comunidad Urbana mayor poder fiscal, se imponen los impuestos locales sobre las corporaciones (taxe professionnelle) en su nombre, en vez de en nombre de la comuna, y con el mismo nivel de impuestos en todas las comunas de la Comunidad. Las Comunidades deben manejar algunos servicios antes llevados a cabo por las comunas, como transporte y residuos, como en los sindicatos, pero en este caso la ley vuelve obligatorio para las Comunidades manejar otros áreas como planeamiento y desarrollo econónimo, proyectos de viviendas, o protección del medio ambiente. Las Comunidades de Comunas son encargadas de manejar pocas áreas, dejando a las comunas más autónomas, mientras que las comunidades urbanas son encargadas de manejar la mayoría de los asuntos, dejando a las comunas pertenecientes a ella con menos poder autónomo.
A cambio de la creación de la Comunidad, el gobierno les asigna un dinero según su población, proporcionando de este modo un incentivo para las comunas a agruparse y formar comunidades. Las comunidades de comundas son las que reciben la menor cantidad de dinero por habitante, mientras que las comunidades urbanas son las que reciben más dinero, y esto empuja a las comunas a formar más comunidades integradas donde ellas tienen menos poder, lo que se hubieran resistido a hacer si el gobierno no les entregara dinero a cambio.
La Ley Chevènement ha sido extremadamente exitosa en ese sentido ya que la mayoría de las comunas francesas ahora pertenecen a estructuras intercomunales: una verdadera hazaña en un país tan conservador como Francia. A fecha 1 de enero de 2007, había 2.573 comunidades en Francia Metropolitana (incluyendo 5 Syndicat d'agglomération nouvelle, en español: Sindicatos de Nuevas Aglomeraciones, una categoría en vías de extinción), compuestas por 33 327 comunas (91,1% de todas las comunas de Francia Metropolitana), y 52.86 millones de habitantes, un 86,7 % de la población total de la zona.
Sin embargo los impresionantes resultados pueden esconder una realidad distinta. En áreas rurales, muchas comunas han entrado en una Comunidad de Comunas solo para beneficiarse de los fondos gubernamentales. A menudo los sindicatos locales se han tornado oficialmente en Comunidad de Comunas, y la nueva Comunidad maneja solo los servicios que antes manejaba el Sindicato, contrariamente al espíritu de la ley la cual estableció las nuevas estructuras intercomunales para realizar una gama de actividades mucho más amplia que las realizadas por los Sindicatos. Algunos dicen que, si las transferencias del gobierno fuesen detenidas, muchas de esas Comunidades de Comunas volverían a su estado de sindicato, o simplemente desaparecerían por completo en lugares donde no había sindicatos previos a la ley.
En las áreas urbanas, las nuevas estructuras intercomunales son más «realidad», siendo creadas por genuina confianza en su funcionanilidad para toda el área urbana. Sin embargo, en muchos lugares han surgido contiendas, y no fue posible establecer una estructura intercomunal para toda el área urbana: algunas comunas rehúsan participar en este tipo de estructuras, o aún crean sus propias estructuras (en algunas áreas urbanas como Marsella existen cuatro estructuras intercomunales distintas). En muchas áreas, las comunas con más recursos se han reunido con otras comunas ricas y rehúsan dejar entrar comunas más pobres, porque tendrían que subir los impuestos a sus habitantes para sostener a los suburbios más pobres del área urbana. Además, las estructuras intercomunales en muchas áreas urbanas son todavía muy nuevas, y frágiles: existen tensiones entre las comunas; la ciudad central del área urbana a menudo es acusada de desear dominar las comunas de los suburbios; las comuna posiciones políticas opuestas también pueden sospechar las unas de las otras. 
Dos ejemplos famosos de esto son Toulouse y París. En Toulouse, una de las más grandes estructuras intercomunales, la comunidad principal de Toulouse y sus suburbios son solo una Comunidad de Aglomeración, a pesar de que Toulouse es lo suficientemente grande como para crear una Comunidad Urbana de acuerdo a la ley. Esto es porque las comunas suburbanas rehúsan formar una Comunidad Urbana por miedo a perder demasiados poderes, y optan por una Comunidad de Aglomeración, a pesar de que una Comunidad de Aglomeración recibe menos fondos del gobierno que una Comunidad Urbana. En París, no han emergido estructuras intercomunales de allí, los suburbios de París temen el concepto de un «París más grande», y así la desunión todavía es la regla en el área metropolitana, con los suburbios creando muchas distintas estructuras intercomunales pero todas ellas sin la ciudad de París.
Un problema importante con la intercomunalidad, es el hecho de que las estructuras intercomunales no tienen representantes elegido directamente por la gente, son los representantes de cada comuna individual que pertenece a la nueva estructura. Como consecuencia, los funcionarios públicos y burócratas son los que establecen la agenda y la implementan, con los representantes elegidos de las comunas solo aprobando las decisiones claves. A nivel local, esta situación se parece a la de la Unión Europea, donde del poder compartido por muchos estados europeos independientes ha resultado en que el poder sea ejercido por una burocracia no elegida por los ciudadanos.

## Miscelánea

### Las comunas más y menos pobladas
- La comuna más poblada de la República de Francia es la de París: 2 206 488 habitantes en 2015.

- Seis de las Ciudades de Francia destruidas durante la Primera Guerra Mundial nunca fueron reconstruidas. Todas ellas se encuentran en el departamento de Mosa, y fueron destruidas durante la Batalla de Verdún en 1916. Después de la guerra, se decidió que el territorio previamente ocupado por las ciudades destruidas no deberían ser incorporadas en otras comunas, en honor a esas ciudades que habían “muerto por Francia”, como habían declarado, y preservarlas en su memoria. Las siguientes comunas están enteramente despobladas y son manejadas por un concejo de tres miembros, designados por el prefecto de Meuse:
  - Beaumont-en-Verdunois
  - Bezonvaux
  - Cumières-le-Mort-Homme
  - Fleury-devant-Douaumont
  - Haumont-près-Samogneux
  - Louvemont-Côte-du-Poivre

- Fuera de esos casos especiales, las comunas con menos habitantes en la República de Francia son: 
  - Comuna de Rochefourchat, en el departamento de Drôme, un habitante en 2015.
  - Comuna de Leménil-Mitry, en los bosques de Lorena en el este de Francia, tres habitantes en 2015.
  - Comuna de Rouvroy-Ripont, en el departamento de Marne, nueve habitantes en 2015.

### Las comunas con territorios más grandes y más pequeños
- La comuna más grande de la República de Francia es Maripasoula (3710 habitantes) en el departamento de Guayana Francesa: su territorio es de 18 360 km².

- En Francia Metropolitana, la comuna más grande es la de Arlés (50 513 habitantes) cerca de Marsella, el territorio del cual abarca la mayoría del delta del Ródano: su territorio es de 759 km², u 8,7 veces el área de la ciudad de París (excluyendo los parques periféricos de Bois de Boulogne y Bois de Vincennes).

- La comuna más pequeña de la República de Francia es Castelmoron-d'Albret (62 habitantes) cerca de Burdeos: 0,0376 km².

### La comuna más elevada
La comuna más elevada de la República Francesa (y de Europa) es Saint-Véran (267 habitantes), en los Alpes franceses: la altitud de la aldea central de la comuna oscila entre los 1990 metros y los 2.040 metros sobre el nivel del mar.

### Comunas más lejanas a la ciudad capital de Francia
- La comuna de la República de Francia más lejana a París es la comuna de L'Île-des-Pins (1840 habitantes) en Nueva Caledonia: 16 841 km del centro de París.

- En Francia continental (Francia europea excluida Córcega), la comuna más lejana a París es Coustouges (134 habitantes) y Lamanère (44 habitantes) en la frontera con España: ambas a 721 km del centro de París a vuelo de pájaro.

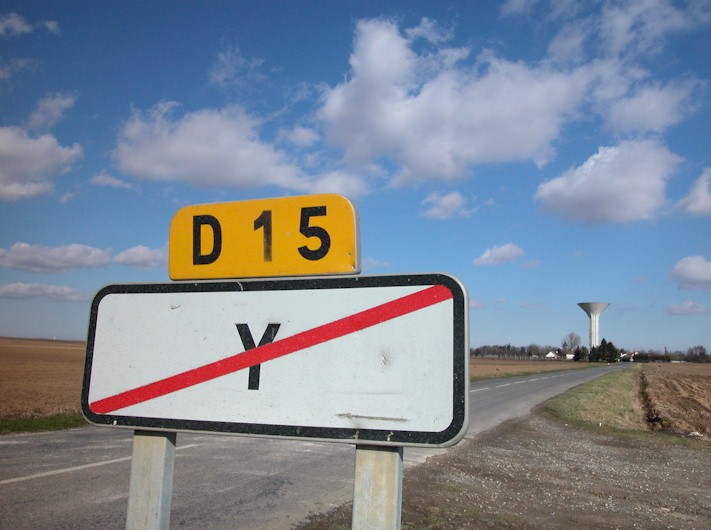
Cartel señalizador marcando el final de Y en el departamento de Somme en Francia, Alta Francia.

### Comunas con los nombres más largos y más cortos
- La comuna de la República de Francia con el nombre más corto es la comuna de Y (89 habitantes).

- Hay tres comunas en la República de Francia las cuales tienen los nombres más largos (38 letras): 
  - Saint-Germain-de-Tallevende-la-Lande-Vaumont (1731 habitantes).
  - Saint-Remy-en-Bouzemont-Saint-Genest-et-Isson (592 habitantes).
  - Beaujeu-Saint-Vallier-Pierrejux-et-Quitteur (739 habitantes).

### Nombres de comunas en idiomas distintos del francés
Los nombres de las comunas francesas están normalmente en francés. En áreas donde fueron hablados otros idiomas distintos del francés, los nombres fueron adaptados a la ortografía y pronunciación del francés, así como Toulouse (anteriormente Tolosa en occitano), Strasbourg (anteriormente Straßburg en alemán), o Perpiñán (anteriormente Perpinyà en catalán). Sin embargo, algunas de las comunas pequeñas han retenido su nombre original. Aquí algunos ejemplos de nombres conservados en los idiomas que se han hablado, o continúan hablándose en el territorio de Francia:

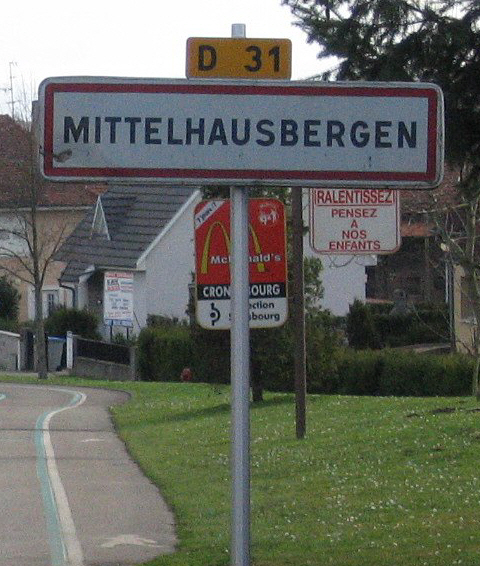
Cartel señalizador marcando la entrada a Mittelhausbergen en el departamento de Bass-Rhin, colectividad de Alsacia.

- Alemán: comuna de Mittelhausbergen (1680 habitantes).
- Neerlandés: comuna de Steenvoorde (4024 habitantes).
- Bretón: comuna de Kermoroc'h (324 habitantes).
- Occitano: comuna de Belcastel (251 habitantes).
- Euskera: comuna de Ustaritz (4984 habitantes).
- Catalán: comuna de Banyuls-dels-Aspres (1007 habitantes).
- Corso: comuna de San-Gavino-di-Carbini (738 habitantes).
- Comorano: comuna de M’Tsangamouji (5382 habitantes).
- Importantes lenguas austronesias de Nueva Caledonia: comuna de Kouaoua (1586 habitantes).
- Importantes lenguas amerindias: comuna de Kourou (19 107 habitantes).

## Clasificación
Códigos INSEE: INSEE da un código numérico a varias entidades en Francia, entre las cuales están las comunas (estos códigos no coinciden con los códigos postales). El cógido "completo" tiene 8 dígitos y 3 espacios en él, pero es una "simplificación" popular expresar el código con 5 dígitos y sin espacios:
- 2 dígitos (correspondientes al departamento) y 3 dígitos (correspondientes a la comuna) para los 96 départements de Francia Metropolitana.
- 3 dígitos (correspondientes al departamento o colectividad) y dos dígitos (correspondientes a la comuna) para los departamentos de ultramar, colectividades de ultramar y países de ultramar.